# A State of Trance 2006
A State of Trance 2006 je kompilace trancové hudby od různých autorů, kterou poskládal a zamixoval nizozemský DJ Armin van Buuren. Kompilace vyšla na dvou CD v roce 2006. Kompilace se skládá z vybraných skladeb, které do té doby hrál Armin ve své rádiové show A State of Trance.

## Seznam skladeb
- CD1 – On The Beach:

1. Mike Foyle – Shipwrecked (John O’Callaghan vs. Mike Foyle Club mix)
2. Sunlounger – White Sand (DJ Shah's Original Mix)
3. Leon Bolier & Elsa Hill – No Need to Come Back (Vocal Mix)
4. Matthew Dekay – Timeless (Digifruitella Dub)
5. Karen Overton – Your Loving Arms (Club Mix)
6. DJ Shah – Beautiful (Glimpse Of Heaven) (Long Island Dub)
7. Niyaz – Dilruba (Junkie XL Remix)
8. Basic Perspective – Small Step On the Other Side (Elevation remix)
9. Zirenz – Edge Of Space (Whiteroom Remix)
10. Jody Wisternoff – Cold Drink, Hot Girl (The Original Mix)
11. Incolumis – One With Sanctuary
12. Jose Amnesia vs. Shawn Mitiska – My All (Flash Brothers Remix)
13. Envio – For You (Outro Edit)

- CD2 – In The Club:

1. Arksun – Arisen
2. Fable – Above
3. John O’Callaghan & Kearney – Exactly
4. Kyau vs. Albert – Walk Down (KvA Club Mix)
5. Kuffdam & Plant – Dream Makers (Original Mix)
6. M.I.K.E. – Voices From The Inside (M.I.K.E.'s Progressiva Mix)
7. DJ Govenor – Red Woods
8. Kyau vs. Albert – Kiksu (Original Mix)
9. Hiroyuki ODA – Transmigration
10. Under Sun vs. Signum – Captured (Sebastian Brandt Remix)
11. Mannix vs. Kaymak – World Gone Mad
12. Stoneface & Terminal – Venus
13. Armin van Buuren – Control Freak (Sander Van Doorn Remix)
14. Thomas Bronzwaer – Shadow World (Original Mix)
15. Giuseppe Ottaviani & Marc van Linden – Until Monday
16. Armin van Buuren – Sail